# El príncipe de Egipto
El príncipe de Egipto (en inglés: The Prince of Egypt) es  una película musical de animación de 1998, siendo la primera de 5 películas de animación tradicional producida por DreamWorks Animation, siendo su segunda película en general después de Antz, y la segunda película animada distribuida por DreamWorks Pictures. La película es una adaptación del Libro del Éxodo y sigue la vida de Moisés desde que era un príncipe de Egipto hasta su destino final dirigiendo la salida de los esclavos hebreos de Egipto. La película fue dirigida por Brenda Chapman, Simon Wells y Steve Hickner. Hans Zimmer compuso la banda sonora y Stephen Schwartz escribió las canciones de la película. El reparto de voces incluyó una serie de importantes actores de Hollywood en los papeles hablados, mientras que cantantes profesionales los sustituyeron en las canciones. Las excepciones fueron Michelle Pfeiffer, Ralph Fiennes, Ofra Haza, Steve Martin, y Martin Short, quienes cantaron sus propias partes.
El príncipe de Egipto estuvo nominada al Óscar a la mejor banda sonora original y ganó el de mejor canción en 1998 por "When You Believe". La versión pop de la canción fue interpretada en la ceremonia por Mariah Carey y Whitney Houston. La canción, coescrita por Stephen Schwartz y Hans Zimmer, con producción adicional por parte de Babyface, fue nominada a la Mejor Banda Sonora Original  y a Mejor Canción Original (en una película) en los Globos de Oro de 1999, y también fue nominada a la Mejor Interpretación de una canción para una película en los premios ALMA.
La película fue estrenada en los cines el 18 de diciembre de 1998, y en video el 14 de septiembre de 1999. Consiguió una recaudación de $218.613.188 en los cines de todo el mundo, siendo la segunda película de animación tradicional no distribuida por Disney en recaudar más de $100.000.000 en los Estados Unidos después de The Rugrats Movie. El príncipe de Egipto fue la película animada no distribuida por Disney más taquillera hasta el año 2000, cuando fue sobrepasada por la película en stop motion Chicken Run. La película siguió siendo la más taquillera para una película que no fuera de Disney hasta 2007, con el estreno de Los Simpson: la película.

## Argumento
En el Antiguo Egipto, Jocabed (Ofra Haza), una esclava Hebrea, observa cómo otras mujeres de su pueblo pierden a sus bebés varones por orden del faraón Seti I (Patrick Stewart). Jocabed  pone a su hijo recién nacido en una cesta casera y lo deja flotando en el Nilo para salvarlo de los soldados del faraón. Su hija, Míriam (Eden Riegel), sigue la cesta y ve a la reina Tuya (Helen Mirren) recoger a su hermano, al que adopta y lo llama Moisés, que significa 'salvado de las aguas'.
Años después, Moisés (Val Kilmer) se encontraba divirtiéndose junto con su hermano adoptivo Ramsés (Ralph Fiennes) en una carrera de caballos improvisada lo cual termina con la destrucción de un templo en construcción y al momento de llegar al palacio son reprendidos por el faraón y la reina debido a los hechos, pero el faraón reprime con mayor dureza a Ramsés, quien trata de explicar lo sucedido, solo para ser silenciado por la Reina y desvanecido de la presencia del faraón, lo cual provoca enojo y decepción en Ramsés, Moisés confiesa que fue su culpa pero pregunta si era necesario amonestarlo así, el faraón explica sabiamente que Ramsés tendrá una mayor responsabilidad debido a que él será su sucesor y tendrá una carga la cual Moisés nunca tendrá y que no puede desviarse del camino por distracciones, Moisés explica que él busca su reconocimiento y que solo quiere una oportunidad, el faraón toma en consideración su propuesta y le pide a Moisés que se retire. Después de lo ocurrido Moisés y Ramsés empiezan a conversar de la situación, mientras que Ramsés se preocupa mucho de la imagen que está dando por culpa de las imprudencias de Moisés, este último le dice que deje de preocuparse tanto y que verá que todo saldrá bien. Más tarde, Ramsés es nombrado príncipe regente y se le da autoridad sobre todos los templos de Egipto. En agradecimiento, Ramsés nombra a Moisés arquitecto real. 
Durante la fiesta de celebración, los sumos sacerdotes Hotep (Steve Martin) y Huy (Martin Short) le regalan al príncipe heredero a Séfora (Michelle Pfeiffer), una joven madianita que han comprado como esclava, para que sea su concubina. Debido al hostil carácter de la joven, Ramsés le ofrece su regalo a Moisés, pero él se compadece de ella y le ayuda a escapar. Mientras la sigue, Moisés se encuentra casualmente con Míriam (con voz de Sandra Bullock) y Aarón (Jeff Goldblum). Aarón intenta llevarse a Míriam para no causar más problemas, pero Míriam se resiste y le cuenta a Moisés la verdad sobre su pasado, y que él es su hermano pero éste no le cree. 
Sin embargo, una pesadilla lo hace ver la verdad de lo que pasó en los días de su nacimiento, viendo cómo las madres hebreas eran despojadas de sus bebés, que eran llevados al río para que los cocodrilos los devoraran, y cómo su verdadera madre y sus hermanos lo ponen en la cesta para evitar ser asesinado. Al momento de despertar, Moisés corre rápidamente a los murales del palacio, encontrando el mural correspondiente a los sucesos de ese día. Horrorizado de la cruda realidad, el faraón aparece y le explica (en su paranoia) que los hebreos estaban creciendo muy rápido, que tenían que ser erradicados para que no sucediese ninguna rebelión y que eran solo esclavos. Disgustado y molesto con la fría respuesta del faraón, Moisés huye de su presencia.
Al día siguiente, Moisés se encuentra meditando sobre lo que pasó mientras que la reina aparece para consolarlo, lo que permite apaciguar su corazón. Durante el mediodía, Ramsés estaba poniendo en marcha planos para construir nuevas estructuras y le pide a Moisés que lo acompañe, pero éste estaba muy distraído viendo como los esclavos eran maltratados y azotados por los guardias y que a lo lejos uno era cruelmente torturado por uno de ellos debido a la fatiga. Moisés corre para defenderlo, pero durante el intento, mata accidentalmente al guardia siendo observado por todo el mundo, incluyendo Ramsés. Avergonzado, Moisés huye, pero es detenido por Ramsés y este último trata de convencerlo para que se quede y que hará todo lo posible de que nadie se acuerde de lo que pasó, pero Moisés, sabiendo la verdad y que ahora es un criminal, le dice a Ramsés que no es la persona que es y le pide que le pregunte al faraón sobre todo lo que ha pasado, Ramsés le suplica una última vez que se quede, pero Moisés se despide de él y marcha al exilio.
Después de vagar por el desierto durante días, llega a la tierra de Madián, donde salva a las hermanas de Séfora de unos bandidos. El padre de Séfora, Jetró (Danny Glover), sumo sacerdote de Madián, le da la bienvenida y lo acoge hospitalariamente entre su pueblo, como agradecimiento por salvar a sus hijas, Moisés se considera indigno por tales acciones, ya que nunca ha trabajado para ello, Jetró, viendo su corazón adolorido y sabiendo que el no tiene a donde ir lo consuela y le da la oportunidad para reivindicarse. Moisés se convierte en pastor y poco a poco se gana el respeto y amor de Séfora, y los dos terminan casándose y pasando juntos los mejores días de su vida.
Un día en la mañana, Moisés estaba pastoreando las ovejas, pero una de ellas se separa del rebaño y empieza a buscarla. Durante la búsqueda entra en contacto con una zarza ardiente, y, a través de ella, Dios (también interpretado por Val Kilmer) empieza a hablarle. Éste le da la tarea de liberar a los esclavos en Egipto  y da instrucciones sobre como hacerlo. Moisés empieza a cuestionar su habilidad y también el hecho de que no es la persona indicada para esto debido a que por muchos años estuvo muy vinculado con las personas que torturaban a los hebreos por tanto tiempo, lo que hace que Dios lo amoneste por su falta de fe y le ordena que lo haga. La presencia de Dios era tal que hizo que Moisés se asustase por el suceso, pero Dios lo consuela y le dice que no debe de temer, que él le dará el poder para hacer esta tarea. Seguidamente le da poder al báculo de Moisés para que pueda hacer grandes maravillas en su nombre.
Después de su gran encuentro con Dios, Moisés regresa a su casa para contarle a Séfora todo lo que le ocurrió y la tarea que el Dios de los hebreos le encomendó, por lo que Séfora lo apoya en su nueva causa y decide ir con Moisés hacia Egipto para ayudarlo a cumplir su misión.
Moisés regresa a Egipto con Séfora y se alegra de reencontrarse con Ramsés, que ya es faraón y tiene una esposa llamada Nefertari y un hijo. Moisés pide a Ramsés que deje salir a su pueblo, demostrando el poder de su Dios transformando su báculo en una serpiente, pero Hotep y Huy demuestran con sus propios bastones que también saben hacer lo mismo, invocando a muchos dioses egipcios en el proceso. Sin embargo, la serpiente de Moisés engulle a las otras dos. En lugar de claudicar, Ramsés ordena duplicar el trabajo de los esclavos.
Más tarde, Moisés se enfrenta de nuevo a Ramsés mientras pasea en su barco por el Nilo. Este ordena a sus guardas que le traigan a Moisés, pero ellos vuelven rápidamente cuando este transforma el río en sangre. Todos aterrorizados por lo que pasó, Ramsés no puede entender lo ocurrido, y ordena a Hotep y Huy que le expliquen qué pasó. En su mentira y artimaña, utilizan jugo de frutilla para cambiar el color de agua para igualar el milagro de Moisés, lo que permite engañar a Ramsés por el momento, afirmando que no hay ningún Dios, fallando por segunda vez en intentar convencerlo. Decidido a no rendirse, Moisés recibe el mandamiento de Dios de arrojar las nueve plagas, haciendo que Egipto caiga en dolor y sufrimiento para obligar al faraón de liberar a su pueblo, pero Ramsés no lo hace a pesar del sufrimiento de su pueblo.
Tras arrojar las nueve plagas sobre Egipto, Moisés se enfrenta por última vez a Ramsés en el lugar donde ellos solían resolver sus problemas, esta vez recalcando las situaciones que pasaron como hermanos y recordando los bueno tiempos de su juventud, Ramsés ablanda su corazón por un momento, recordando como Moisés siempre lo sacaba de los problemas que él se metía, preguntándole porqué las cosas no pueden ser como antes, pero al momento de ver a su hijo y el ser recordado de la miseria que estaba pasando Egipto, una vez más endurece su corazón, Moisés le pide que libere a los esclavos, ya que solo así se detendrá el caos y dolor en Egipto, Ramsés una vez más rechaza su petición e impone su autoridad como faraón y que no será amenazado ni recibirá órdenes de nadie, pero Moisés le advierte que aún queda una última plaga, mucho más cruel que todas las anteriores, suplicándole que termine con toda esta locura, para evitar que haya más víctimas y que destruya todo lo que ha construido, incluyendo su propio hijo, sin embargo Ramsés hace caso omiso, recalcando que su pueblo han sido nada más que problemas y exclama en voz alta de que terminará el trabajo de su padre y que habrá un gran llanto, uno como nunca habido antes o habrá jamás. Moisés, viendo el mural de la masacre de los primogénitos de los israelitas y viendo que la historia se repetirá una vez más (y sabiendo que el hijo de Ramsés morirá en el proceso) descorazonado e incapaz de convencer a su hermano, se retira no sin antes decirle a Ramsés que esto pesara sobre su cabeza.  
Moisés avisa a su pueblo para que marquen con los postes y las esquinas de sus puertas con sangre de cordero sin mancha e impureza para evitar la última plaga mortal y cerrando sus respectivas puertas para evitar que el ángel entrase a sus casas. El Ángel de la Muerte pasa esa noche por la tierra de Egipto matando a todos los primogénitos egipcios, incluyendo al propio hijo de Ramsés, pero perdonando la vida de los primogénitos israelitas. Lleno de culpa y amargura, Ramsés lleva el cuerpo sin vida de su hijo a un pedestal de piedra y lo cubre con un manto. Justo cuando Moisés se acerca a su adolorido hermano, Ramsés finalmente a regañadientes se rinde y le otorga el permiso a Moisés y a su pueblo para que puedan irse de Egipto. En eso, Moisés trata de consolar a su hermano por su trágica perdida, pero este último le ordena que lo deje en paz y se largue de su vista, por lo que Moisés se marcha del palacio de Egipto lleno de remordimiento, culpa y responsabilidad, antes de empezar a llorar por el dolor y sufrimiento que ha causado a su hermano y la gente que alguna vez fue su familia.
A la mañana siguiente, los israelitas (y algunos egipcios) felizmente salen de su esclavitud y logran llegar hasta el Mar Rojo, pero descubren que un resentido y vengativo Ramsés les está persiguiendo con su ejército con el fin de matarlos a todos. Dios invoca un remolino de fuego que impide el paso de Ramsés y su ejército; en el proceso, Moisés divide las aguas del Mar Rojo, permitiendo acceso a él, su familia y su pueblo. Los israelitas entonces cruzan el mar a pie enjuto durante la noche, pero la columna de fuego termina por extinguirse y los egipcios reemprenden la persecución. Justo cuando los egipcios van a dar alcance a los israelitas quienes habían salido del inminente peligro, las aguas vuelven a su cauce ahogando a los guerreros egipcios con sus caballos y sus carros, pero Ramsés sobrevive al ser arrojado contra una piedra por la brutal corriente de agua. Viendo como los egipcios dejaron de perseguirlos, finalmente, celebran su libertad, pero antes de seguir con el camino, Moisés escucha los gritos de dolor de Ramsés, el cual de lejos exclama su nombre dos veces antes de que Moisés se despida de su hermano para no volver a verlo jamás.
La película acaba con Moisés bajando del monte Sinaí para entregarles las Tablas de la ley a su pueblo, quien estaba esperando su regreso.

## Reparto
- Val Kilmer como Moisés, un hebreo adoptado por el faraón Seti I y la reina Tuya.
  - Kilmer también voz como Dios
  - Amick Byram proporciona la voz cantante de Moisés
- Ralph Fiennes como Ramsés II, Hermano adoptivo de Moisés y eventual sucesor de Seti.
- Michelle Pfeiffer como Séfora, La hija de Jetró y la esposa de Moisés.
- Sandra Bullock como Miriam, La hermana de Moisés y Aarón.
  - Sally Dworsky proporciona la voz de canto de Miriam
  - Eden Riegel proporciona la voz de una Miriam más joven
- Jeff Goldblum como Aarón, El hermano de Moisés y Miriam
- Danny Glover como Jetró, El padre de Séfora y el suegro de Moisés.
  - Brian Stokes Mitchell proporciona la voz de canto de Jetró
- Patrick Stewart como Seti I, el padre de Ramsés y el padre adoptivo de Moisés
- Helen Mirren como Tuya, la esposa de Seti, La madre de Ramsés y la madre adoptiva de Moisés.
  - Linda Dee Shayne proporciona la voz de canto de Tuya
- Steve Martin como Hotep, uno de los sumos sacerdotes que sirve como consejero de Seti, y más tarde Ramsés
- Martin Short como Huy, sumo sacerdote colega de Hotep.
- Ofra Haza como Jocabed, la madre de Moisés, Aarón y Miriam. Cantó el número de su personaje, "Líbranos", en inglés y en otros 17 idiomas para el doblaje de la película.
- Bobby Motown como Amenherjepeshef, el hijo de Ramsés y Nefertari, el nieto de Seti y Tuya y el sobrino adoptivo de Moisés.
- Anne Lockhart como una mujer hebrea
- James Avery, Aria Noelle Curzon, Stephanie Sawyer y Francesca Marie Smith hacen de voces adicionales.

## Doblaje
| Personaje               | Actor original                                                      | Actor de doblaje (Hispanoamérica) | Actor de doblaje (España)                                                       |
| ----------------------- | ------------------------------------------------------------------- | --- | ------------------------------------------------------------------------------- |
| Moisés                  | Val Kilmer Amick Byram (canciones)                                  | Humberto Solórzano Olinser Equihua (canciones) | Jordi Ribes Manu Guix (canciones)                                               |
| Dios                    | Val Kilmer                                                          | Humberto Solórzano | Jordi Ribes                                                                     |
| Ramsés II               | Ralph Fiennes                                                       | Roberto Colucci Fazio Galván (canciones) | Sergio Zamora Jorge Benito (canciones)                                          |
| Séfora                  | Michelle Pfeiffer                                                   | Dulce Guerrero Aranza (canciones) | Montse Teruel                                                                   |
| Miriam                  | Sandra Bullock Sally Dworsky (canciones) Eden Riegel (voz de joven) | Layda Álvarez Ponce Patty Tanús (canciones) Alondra Torres (niña, canciones)                                                                                              | Elvira Prado Claudia Bardagí (niña, canciones)                                  |
| Aarón                   | Jeff Goldblum                                                       | Gerardo Reyero | Óscar Barberán                                                                  |
| Jetró                   | Danny Glover Bryan Stockes Mitchell (canciones)                     | Francisco Céspedes | Juan Fernández Pedro Ruy-Blas (canciones)                                       |
| Hotep                   | Steve Martin                                                        | Antonio Ortiz | Pep Antón Muñoz                                                                 |
| Huy                     | Martin Short                                                        | Raúl Carballeda | Oscar Mas                                                                       |
| Faraón Seti I           | Patrick Stewart                                                     | Federico Romano | Juan Carlos Gustems                                                             |
| Reina Tuya              | Helen Mirren Linda Dee Shayne                                       | Liza Willert Maru Dueñas (canciones) | Montse Miralles Laura Simó (canciones)                                          |
| Hijo de Ramsés II       | Bobby Motown                                                        | Gabriel Ramos | Masumi Mutsuda                                                                  |
| Hermana de Séfora       | Francesca Marie Smith                                               | Cristina Hernández | Roser Vilches                                                                   |
| Hermana menor de Séfora | Aria Noelle Curzon                                                  | Gaby Ugarte | Estela Vilches                                                                  |
| Jocabed                 | Ofra Haza                                                           | Ofra Haza | Ofra Haza                                                                       |
| Coros                   | The Boy Choristers of Salisbury Catedral                            | Abel Fernando Analy Arturo Echeverría Claudia Pizá Gaby Cárdenas Jorge Manuel Negrete Mario Hoyos Martha Molinar Ofelia Guzmán Rubén Cerda Stalino Palomino Vicky Córdova | Silvia Guillem Laura Simó Eduard Doncos Carme Canela Carmen Carreter Carmen Ros |

## Producción
La idea para la película se produjo en la fundación de DreamWorks, cuando los tres socios, Steven Spielberg, Jeffrey Katzenberg y David Geffen, estaban reunidos en el salón de Spielberg. Katzenberg recuerda que Spielberg lo miró durante la reunión y dijo «Debes hacer los Diez Mandamientos».

### Desarrollo de la historia
El príncipe de Egipto fue escrito durante todo el proceso de la historia. A partir de un esquema de partida, los supervisores de la historia Kelly Asbury y Lorna Cook dirigieron un equipo de catorce artistas y escritores de storyboards y esbozaron la película completa, secuencia por secuencia. Una vez que los storyboards o bocetos fueron aprobados, el editor Nick Fletcher los puso en el sistema de edición digital Avid Media Composer para crear una «bobina de la historia» o animatic. La bobina de la historia permitió a los realizadores ver y editar toda la película con continuidad antes de que comenzara la producción, y también ayudó a los departamentos de diseño y animación a entender lo que sucedía en cada secuencia de la película. Una vez que el casting de las voces concluyó, comenzaron las sesiones de grabación de los diálogos. Los actores grabaron sus partes individualmente en un estudio con la orientación de uno de los tres directores. Las pistas de voz se convirtieron en el aspecto principal que los animadores tuvieron en cuenta para construir sus interpretaciones. Debido a que DreamWorks estaba preocupado por la exactitud histórica y teológica, Jeffrey Katzenberg decidió llamar a estudiosos de la Biblia, teólogos cristianos, judíos y musulmanes, y líderes árabes de América para ayudar a que su película fuera lo más exacta y fiel posible a la historia original. Después de obtener una vista previa de la película en desarrollo, todos estos dirigentes señalaron que los ejecutivos del estudio habían escuchado y respondido a sus ideas, y elogiaron al estudio que hubiesen tenido en cuenta comentarios de fuentes externas.

### Diseño artístico y visual
Los directores artísticos Kathy Altieri y Richard Chávez, junto con el diseñador de producción Darek Gogol, dirigieron a un equipo de nueve artistas de desarrollo visual en la creación de un estilo visual para la película que fuese representativo de la época y el estilo arquitectónico del Antiguo Egipto. Parte del proceso incluyó la investigación y la recopilación de obras de diferentes artistas, así como tomar parte en algunos viajes, como uno de dos semanas a Egipto llevado a cabo por los directores antes de que comenzase la producción de la película.
Hay 1192 escenas en la película, y 1180 de ellas tienen efectos especiales. Estos efectos fueron elementos ambientales como viento, polvo o lluvia. También se diseñaron efectos en términos de iluminación y cómo ésta proyecta las sombras en la escena. Estos efectos ayudaron a los animadores a ilustrar escenas como las diez plagas y la separación de las aguas del mar Rojo.

### Diseño de personajes y fondos
Los diseñadores de personajes Carter Goodrich, Carlos Grangel y Nicolas Marlet trabajaron estableciendo la apariencia y el diseño general de los personajes.

## Diferencias con el Éxodo bíblico
- La persona que encuentra a Moisés no es la esposa del Faraón, sino su hija.
- La historia se centra más en el amor fraternal entre Moisés y su hermano Ramsés y de cómo se van distanciando hasta llegar a odiarse. En la Biblia ni siquiera se menciona que Moisés haya sido el hermano adoptivo de Ramsés.
- Tampoco se menciona el nombre verdadero del Faraón, por lo que no se sabe a ciencia cierta si el faraón de los tiempos de Moisés se llamaba realmente Ramsés. En la Biblia aparece mencionado simplemente como "el Faraón".
- Aarón no aparece como el ayudante e intérprete de Moisés para liberar a su pueblo como lo dice la Escritura, sino como un hombre con muy poca fe y un esclavo más.
- La forma en que se abrió el Mar Rojo es distinta a como dice en la Biblia (Moisés extendió sus manos y se abrieron las aguas). Aquí Moisés golpea el agua con la punta de su vara con toda su fuerza y se van abriendo alrededor de él. Esto se hizo para causar más impacto dramático a la escena.
- Moisés tenía más edad de la que aparentaba en la película. Según la Biblia, tenía 80 años cuando compareció ante Faraón.
- En la película, no se sabe cuál fue el destino de Jocabed, madre de Moisés, luego de que deja a su hijo en el río Nilo, podría creerse que murió a temprana edad.
- En la Biblia, Séfora tiene seis hermanas menores; en la película, solo tres.

De todos modos, como una advertencia para todos estos cambios tan significativos en la historia bíblica, ya se advierte al principio en un rótulo: «La película que están a punto de ver es una adaptación de la historia del Éxodo. Aunque se han tomado licencias artísticas e históricas, pensamos que esta película es fiel a la integridad y los valores esenciales de una historia que es piedra angular de la fe de millones de personas en todo el mundo».